# Christian Gotthelf Ike
Christian Gottholf Ike, född 1 september 1710 i Teutschossig, Oberlausitz, död 20 november 1771 i Stockholm, var en herrnhutisk pastor.
Christian Gotthelf Ike upptogs efter studier vid Jenas universitet i Evangeliska brödraförsamlingen i herrnhut, där han verkade som resepredikant och lärare. 1760 sändes han till Stockholm för att konsolidera de splittrade herrnhutiska grupperna där. Det lyckades så väl, att antalet medlemmar i "Brödrasocieteten" under hans tid växte från 18 till 500. I sin undervisning upptog han flera nyheter, som senare kom att bli allmänna i det religiösa arbetet. Hans "barnastunder" kan ses som en föregångare till barngudstjänster och söndagsskolor och de handskrivna skildringar från missionsfälten, som han sände ut till personer som stödde församlingen liknar de senare missionstidningarna. Till Ikes främsta gynnare hörde Erland Fredrik Hjärne och hans hustru Christina Charlotta Rudbeck, vilka för de herrnhutiska mötena upplät ett hus vid sin gård vid Lilla Trädgårdsgatan.